# Désindustrialisation

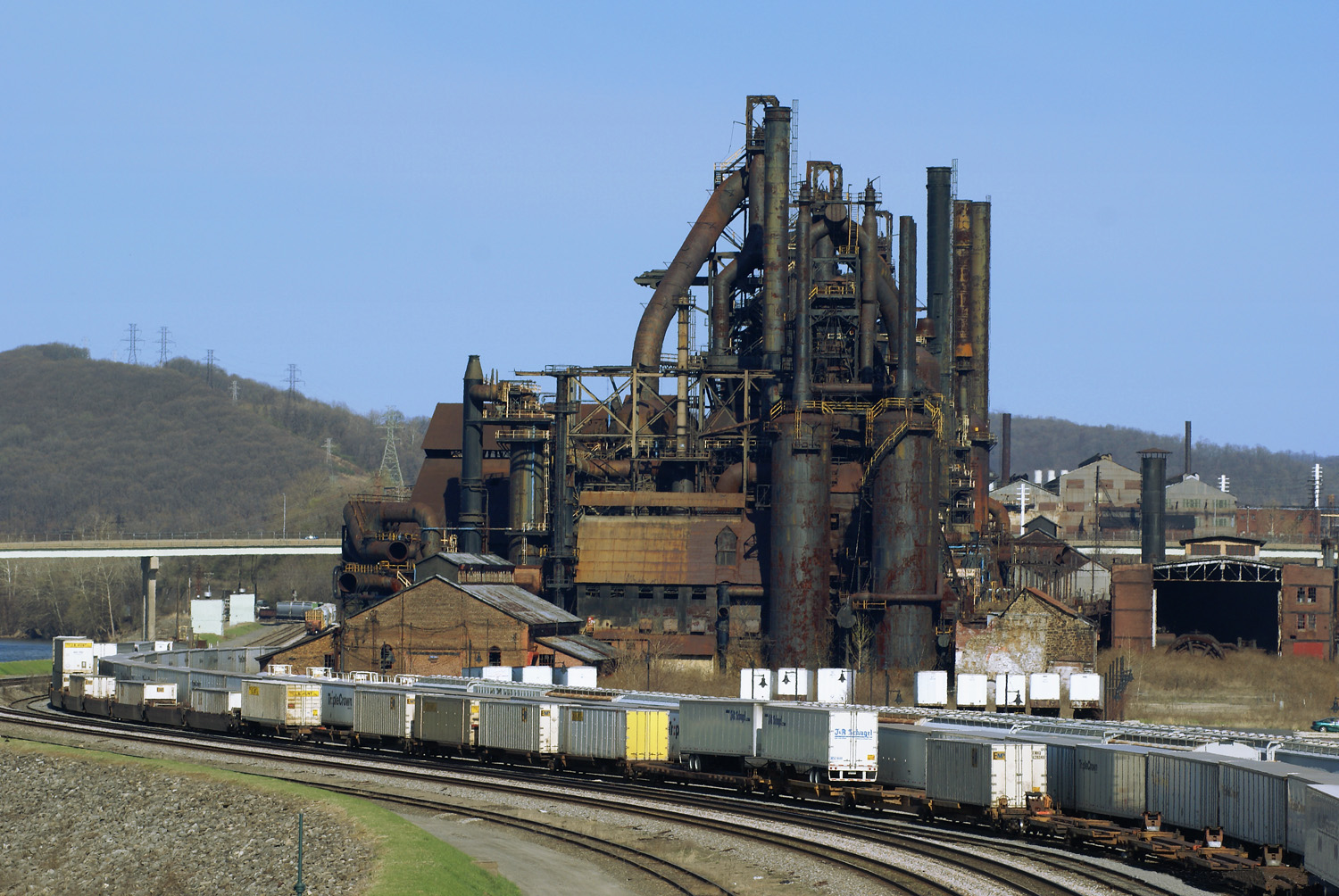
L'usine Bethlehem Steel de Pennsylvanie a fait faillite en 2001 et a été démolie pour être remplacée par le Sands Casino.

La désindustrialisation est la réduction progressive de la part de l'industrie dans la richesse produite par un pays, une région ou une ville.
Elle peut être due à une modification de la structure de la demande dans le pays (c'est-à-dire une réduction de la consommation de biens industriels dans le budget des entreprises et ménages au profit de la consommation de services), liée aux gains de productivités réalisés par l'industrie, plus rapides que ceux des autres secteurs, à la disparition d'activités obsolètes, à l'automatisation des chaînes de montage, à un changement d'avantage comparatif d'un pays, ou encore à des délocalisations. L'externalisation de certaines fonctions, qui passent alors dans le secteur tertiaire, en est également un facteur important.
Elle peut entraîner des reconversions d'activité et d'usage des sols.

## Facteurs et caractérisation
La désindustrialisation peut être due à la délocalisation de ces activités dans d'autres pays ou régions, à l'automatisation des chaînes de montage, à la disparition de ces activités, à l'externalisation de certaines fonctions (comptabilité, gestion du personnel, recherche et développement, marketing, logistique, gestion des locaux), mais elle est surtout imputable au phénomène de déformation de la structure de la demande liée aux gains de productivités réalisés par l'industrie. Ce phénomène touche particulièrement (mais inégalement) les pays d'Europe et d'Amérique du Nord depuis les années 1970. Il peut se traduire par des crises économiques et un chômage massif, mais peut également transformer l'économie des pays concernés en une économie postindustrielle, ce qui se traduit par une tertiarisation de l’économie, autrement dit un glissement de l’industrie vers les services.
D’un point de vue macroéconomique, la désindustrialisation se caractérise par une baisse de la part de l’industrie dans le PIB, c’est-à-dire par une baisse de la valeur ajoutée du secteur de l’industrie en volume. La désindustrialisation peut également être vue comme une conséquence de la globalisation des échanges, donc de la concurrence, qui permet d’importer tout type de produits et de service, parfois à des prix plus intéressants, ce qui pousse l’industrie à l’abandon de la production, les produits n’étant pas jugés rentables tant l’écart de prix avec la production étrangère est notable. Les industries sont alors poussées à adopter une stratégie de corebusiness (recentrage sur le cœur de métier) centrée sur les productions à forte productivité.
Une étude de la direction générale du Trésor en 2010 évalue ainsi la part des divers facteurs dans la désindustrialisation en France (mesurée par les pertes d'emplois) entre 1980 et 2007 :
- externalisation des activités tertiaires des entreprises industrielles : 25 % ;
- déformation de la structure de la demande due aux gains de productivité (réduction de la main-d’œuvre et baisse de la part des biens industriels dans les dépenses des ménages) : 30 % ;
- concurrence étrangère : 13 % selon une approche comptable, entre 9 % et 70 % selon une approche économétrique.

Une autre étude, qui s'appuie sur les sources de l'Insee et d'Eurostat, montre qu'en 2012, la part de la valeur ajoutée de l’industrie manufacturière au sens strict (hors énergie et construction) dans l’économie est la plus faible en France. Après avoir atteint 15,7 % en 2000, elle est de 11,3 % en 2012, contre 22 % en Allemagne et 15 % en Italie ; seul le Royaume-Uni connaît une baisse encore plus prononcée. Toutefois, la comparaison est moins défavorable pour l’évolution en volume. En effet, la valeur ajoutée de l’industrie manufacturière croît de 9 % en volume en France soit moins qu’en Allemagne ; mais elle baisse en Italie et au Royaume-Uni. De même, l’industrie ne représente plus que 10,5 % des emplois : son déclin depuis trente ans semble avéré. En outre, le solde du commerce extérieur est lui aussi devenu négatif alors qu’il était positif dix ans plus tôt, ce qui traduit une désindustrialisation. La concurrence internationale (interne et externe), les gains de productivité plus élevés que dans les autres pays et l’externalisation des services de l'industrie expliquent tout autant ce pourcentage si bas.
Néanmoins, les placements financiers des entreprises (achat d’actions, de produits dérivés) et les dividendes versés — qui s’envolent avant la crise de 2008 — n’ont pas vraiment ralenti l’investissement. Le taux de marge de l'industrie, lui, baisse en France de presque 2 points entre 2000 et 2016 contrairement aux autres principaux pays d'Europe (+5 points pour l'UE) sur la même période,.
Dans les années 1970-1980, les responsables français ont acté le déclin de l’industrie dans les pays développés. La stratégie était de conserver les activités de conception et d’innovation de l'entreprise. La production a été délocalisée vers les pays à bas salaires
Dans les faits, la séparation entre industrie et services devient de moins en moins nette. D'un côté, l’industrie se « tertiarise », elle produit de plus en plus de services ou consomme davantage de services externalisés ; de même, la part des métiers tertiaires dans l’industrie ne cesse d’augmenter et l’investissement y devient de plus en plus immatériel. D’autre part, le tertiaire s’industrialise : le nombre d’ouvriers est plus élevé dans le tertiaire que dans l’industrie ; les entreprises de services produisent sur un mode industriel[réf. souhaitée]. C’est bien vers un mélange des genres entre industrie et services que tend l’économie française avec une interpénétration croissante entre ces deux ensembles.
La désindustrialisation peut entraîner des reconversions d'activité ou d'usage des sols, souvent après dépollution du sol.

## Vers le secteur tertiaire
La désindustrialisation consiste fréquemment pour les entreprises industrielles à se défaire de leurs activités relevant du secteur tertiaire (comptabilité, paie, gestion du personnel, entretien, immobilier, voire recherche et ingénierie) en les externalisant au profit d'entreprises de services. Dans ce cas, il n'y a pas de perte d'emplois au niveau global mais seulement un transfert du secteur industriel vers le secteur tertiaire ; ce simple transfert d’emplois auparavant industriels vers les services, notamment d’intérim, est évalué à 25 % des pertes d'emplois de l'industrie.
Par ailleurs, la délocalisation de sites industriels vers l'étranger contribue à la reconversion professionnelle de la population des métiers de l'industrie vers ceux des services. La part des services dans le PIB progresse donc aux dépens de celle de l'industrie.
L'examen de l'emploi tertiaire depuis un siècle, à un niveau détaillé d'activité, met en relief trois types d'évolution : certains services régressent ou se transforment, d'autres suivent le cours de l'activité économique, d'autres enfin font au cours des dernières décennies une percée fulgurante. Les liens de plus en plus étroits entre l'industrie et la plupart des services modernes remettent en question l'« image » d'un tertiaire essentiellement destiné aux ménages. À côté de services en régression, on trouve des entreprises tertiaires modernes, liées de plus en plus à l'industrie, et qui sont parfois affectées par la crise. L’emploi tertiaire représente 79 % du total en 2013 en France[réf. nécessaire].

## Désindustrialisation de l'Europe

### Statistiques
En France, l'industrie a perdu 1,9 million d’emplois entre 1980 et 2007, soit 36 % de ses effectifs.
En Europe, la désindustrialisation est générale, mais à des rythmes très différents d'un pays à l'autre.
| Pays             | 2005   | 2013   |
| ---------------- | ------ | ------ |
| Allemagne        | 22,3 % | 22,2 % |
| Union européenne | 16,8 % | 15,1 % |
| Italie           | 17,2 % | 14,9 % |
| France           | 13,3 % | 11,3 % |
| Royaume-Uni      | 11,9 % | 9,7 %  |

La crise de 2008 a causé une forte baisse de la production industrielle européenne, qui a été en partie compensée depuis, mais dans des proportions très variables : la baisse de la production industrielle entre janvier 2008 et décembre 2014 a été :
- en Allemagne de 1,4 % ;
- en Grande-Bretagne de 6 % ;
- en Italie de 25 % ;
- en Espagne de 30 % ;
- en France de 16,5 %.

Pour ce qui est de l'emploi, sur une période plus longue, la désindustrialisation est encore plus marquée :
| Pays             | 1995   | 2013   |
| ---------------- | ------ | ------ |
| Allemagne        | 32,6 % | 24,7 % |
| Union européenne | 28,5 % | 22,1 % |
| Italie           | 30,9 % | 24,3 % |
| France           | 23,2 % | 17,9 % |
| Royaume-Uni      | 23,3 % | 16,0 % |

### Sources
- Désindustrialisation : c'est encore plus grave, La Tribune, 3 mars 2014.